# Heterodermia diademata
Heterodermia diademata är en lavart som först beskrevs av Taylor, och fick sitt nu gällande namn av D. D. Awasthi. Heterodermia diademata ingår i släktet Heterodermia och familjen Physciaceae.   Inga underarter finns listade i Catalogue of Life.